# Nikyup Point
Der Nikyup Point (englisch; bulgarisch нос Никюп nos Nikjup) ist eine Landspitze an der Davis-Küste des Grahamlands auf der Antarktischen Halbinsel. Er liegt 12,65 km südsüdöstlich des Radibosh Point, 6,3 km nordöstlich des Velichkov Knoll, 6,76 km westlich des Almond Point und 19,2 km südwestlich des Kap Kjellman östlich der Mündung des Andrew-Gletschers in die Charcot-Bucht. 
Deutsche und britische Wissenschaftler kartierten sie 1996 gemeinsam. Die bulgarische Kommission für Antarktische Geographische Namen benannte sie 2010 nach der Ortschaft Nikjup im Norden Bulgariens.